# Akti privrednog društva
Ugovor o osnivanju mora biti sačinjen u pisanoj formi (forma ad solemnitatem),a nekad se traži i neki oblik svečane forme (overa potpisa u sudu,sačinjavanje ili overa od strane notara i slično).Opšti uslovi ugovornog prava koji se traže za punovažnost ugovora zahtevaju se podjednako i u ovom ugovoru,budući da i on ima obligaciona dejstva (sposobnost ugovornih strana,forma,predmet,saglasnost volja,kauza). Ugovor o osnivanju osnov je nastanka građanskog ortakluka koji stvara prava i obaveze za osnivače, na ugovornoj osnovi.Za razliku od opštih pravila ugovornog prava, koja važe za ugovore koji imaju obligaciona dejstva , budući da ovaj ugovor može da ima i statusna institucionalna dejstva (kada na njegovoj osnovi nastaje privredno društvo kao pravni subjekat), u ovom ugovoru ima i određenih posebnih pravila koja proizilaze iz ovog dejstva.
Svi komapanijski zakoni, pa i zakon o privrednim društvima, uređuju bitne elemente ugovora o osnivanju privrednog društva, bilo uopšte za sva društva, bilo posebno za svako društvo, te bi izostanak nekog od ovih bitnih elemenata činio ugovor o osnivanju ništavnim, osim elemenata koji imaju kategoriju pretpostavljenih bitnih elemenata po samom zakonu (vreme osnivanja na primer). Osim ovih elemenata, ugovor o snivanju može sadržati i fakultativne elemente koji zavise od prirode društva i čije izostajanje ne čini takav ugovor po samom zakonu ništavnim, budući da ih tada nadomešćuju dispozitivne zakonske norme. Ugovor o osnivanju privrednog društva, pored obligacionih može da ima i statusna (institucionalna) obeležja (društvo sa pravnim subjektivitetom). Upravo ova statusna svojstva i čine ovaj ugovor specifičnim u odnosu na ugovore koji imaju samo obligaciona svojstva. Jedna od važnih specifičnosti, koja je upravo posledica činjenice da na osnovu ovog ugovora može nastati privredno društvo kao pravni subjekt koji se upisuje u registar jeste specifičnost mogućnosti potpunog raskida ugovora. 
Ugovorne strane za ugovore o osnivanju privrednog društva mogu biti i fizička i pravna lica (osim ako to u određenim slučajevima nije izričito isključeno). Po pravilu, ovaj ugovor nije bilateralan već multilateralan, ali se uglavnom ne propisuje maksimalni broj ugovornih strana (ograničenje maksimuma se u zakonodavstvima sve više napušta a tako ograničenje ipak sadrži zakon o privrednim društvima za društvo sa ograničenom odgovornošću i za akcionarsko društvo bez javnog upisa akcija-zatvoreno akcionarsko društvo). Ugovor o osnivanju privrednog društva uvek ima neki zajednički cilj osnivača i izražen affectio societatis koji ne postoji u drugim srodnim ugovorima (ugovor o delu,ugovor o radu, ugovor o uslugama, ugovor o mandatu i sl).

## Ugovor o osnivanju u društvima sa neograničenim rizikom

### Ortačko društvo
Ortačko društvo nastaje simultanim osnivanjem, i to ugovorom o osnivanju. Zakon o privrednim društvima određuje minimum obaveznih elemenata ovog ugovora:
- Poslovno ime
- Sedište
- Delatnost društva-cilj društva
- Određenje osnivača
- Određenje vrste i vrednosti uloga svakog ortaka[2]

Ovim ugovorom ili posebnim aktom treba odrediti i zastupnike društva. Osnivački akt u formi ugovora o osnivanju je obavezan konstituivni akt ovog društva, a pored ovog akta, ortačko društvo može da ima i poseban akt — ugovor ortaka društva, koji se ne prilaže registru, a kojim ortaci mogu bliže da urede svoje međusobne odnose, čime se rasterećuje konstituvni akt nepotrebnog sadržaja, a sa druge strane, omogućuje ortacima da bliže urede upravljanje društvom i svoje međusobne odnose i odnose prema društvu. U slučaju nesaglasnosti osnivačkog akta i ugovora ortaka prednost imaju odredbe osnivačkog akta. Osnivački akt menja se saglašnošću svih ortaka ako u tom aktu nije drukčije utvrđeno.

### Komanditno društvo
Osnivački akt ovog društva je jedini pravni akt konstituivnog značaja za ovo društvo. Ugovor o osnivanju ovog društva obavezno se prilaže za njegovu registraciju. Na pravnu valjanost ovog ugovora u našem pravu primenjuju se u potpunosti odredbe zakona o obligacionim odnosima.
Minimalan sadržaj ovog ugovora određen je zakonom:
- Označavanje fizičkog ili pravnog lica ortaka ovog društva
- Poslovno ime
- Sedište društva
- Označavanje vrste i vrednosti uloga svakog ortaka
- Označavanje delatnosti

Pored ovih elemenata, osnivački akt ovog društva može sadržati i druge elemente po volji osnivača. Ovim ugovorom ili posebnim aktom treba odrediti zastupnike društva. Pored osnivačkog akta, komanditno društvo može imati poseban akt — ugovor ortaka društva koji se ne prilaže registru a kojim ortaci mogu bliže da urede međusobne odnose, kao i odnose sa komanditnim društvom. Ugovor o osnivanju društva može se promeniti saglašnošću svih ortaka društva (i komplementara i komanditora).

## Ugovor o osnivanju u društvima sa ograničenim rizikom

### Društvo sa ograničenom odgovornošću
Društvo sa ograničenom odgovornošću osniva se odlukom o osnivanju ako je osnivač jedan član, odnosno ugovorom o osnivanju ako je više osnivača. Zakon o privrednim društvima određuje minimalan obavezni sadržaj (bitni elementi) osnivačkog akta ovog društva koji, pored opštih elemenata osnivačkog akta obuhvata I posebne elemente koji su u osnovi diktirani prirodom ovog društva:
- označavanje osnivača-članova društva
- poslovno ime I sedište
- delatnost-cilj društva

Zakon o privrednim društvima utvrđuje mogućnost izmene ugovora o osnivanju ovog društva samo saglasnošću svih članova društva (osnivača I docnijih članova), ako ovim ugovorom nije drukčije određeno.

### Akcionarsko društvo
Zakon o privrednim društvima određuje posebno sadržinu osnivačkog akta akcionarskog društva, u skladu sa rešenjima Druge directive EU, tako što određuje minimalni obavezni sadržaj I minimalni fakultativni sadržaj. Po ZPD-u obavezni elementi osnivačkog akta akcionarskog društva su:
- Označavanje osnivača
- Poslovno ime
- Sedište
- Delatnost društva
- Označavanje da li je društvo otvoreno ili zatvoreno
- Označavanje vrste I vrednosti osnovnog kapitala,upisanog I uplaćenog
- Broj,vrsta I klasa akcija,kao I njihova nominalna ili računovodstvena vrednost
- Označavanje osnivača koji ulažu nenovčane uloge,opis tih uloga I broj I vrsta akcija
- Vreme osnivanja društva
- Troškovi osnivanja društva
- Posebne pogodnosti koje se daju osnivačima

Po zakonu o privrednim društvima osnivački akt privrednog društva može da sadrži I označavanje prvog direktora,odnosno članova prvog upravnog odbora,ovlašćenje upravnom odboru da izda odobrene akcije,ograničavanje prenosa akcija zatvorenog društva I druge odredbe koje mogu biti sastavni deo osnivačkog akta ili statuta društva.
Najmanji osnivački ulog akcionarskog društva je 3 miliona dinara.

### Statut
Statut akcionarskog društva je obavezan akt. Društvo pored osnivačkog akta ima i statut kojim se uređuje upravljanje društvom i druga pitanja u skladu sa ovim zakonom o privrednim društvima, ako posebnim zakonom nije drugačije propisano.
Statut se sačinjava u pisanoj formi i registruje se u skladu sa zakonom o registraciji. Izmene statuta, kao i prečišćeni tekstovi ovog dokumenta nakon svake takve izmene, registruje se u skladu sa zakonom o registraciji. Statut akcionarskog društva menja se odlukom skupštine, odnosno drugog organa određenog zakonom o privrednim društvima.
Statut akcionarskog društva sadrži: 
- poslovno ime i sedište društva;
- pretežnu delatnost društva;
- podatke o visini upisanog i uplaćenog osnovnog kapitala, kao i podatke o broju i ukupnoj nominalnoj vrednosti odobrenih akcija, ako postoje;
- bitne elemente izdatih akcija svake vrste i klase u skladu sa zakonom kojim se uređuje tržište kapitala, a kod akcija koje nemaju nominalnu vrednost i iznos dela osnovnog kapitala za koji su one izdate, odnosno računovodstvenu vrednost, uključujući i eventualne obaveze, ograničenja i privilegije vezane za svaku klasu akcija;
- vrste i klase akcija i drugih hartija od vrednosti koje je društvo ovlašćeno da izda;
- posebne uslovi za prenos akcija, ako postoje;
- postupak sazivanja skupštine;
- određivanje organa društva i njihovog delokruga, broja njihovih članova, bliže uređivanje načina imenovanja i opoziva tih članova, kao i načina odlučivanja tih organa;
- druga pitanja za koja je ovim ili posebnim zakonom određeno da ih sadrži statut akcionarskog društva.

Statut, kao i njegove izmene i dopune, donosi skupština običnom većinom glasova svih akcionara sa pravom glasa, osim ako je veća većina predviđena statutom.

## Spoljašnje veze
- Ugovor Архивирано на веб-сајту  (30. децембар 2011)
- Agencija za privredne registre
- Paragraf lex